# 新西兰工人党
新西兰工人党（英語：Workers' Party of New Zealand）是新西兰的一个共产主义政党，成立于1991年，意识形态是共产主义、马克思列宁主义、毛主义、反修正主义，政治立场是极左翼，领导人是Ray Nunes，总部位于奥克兰。2004年，该党和南岛的托洛茨基主义组织“革命”合并为“革命工人联盟”，后者后来并入新西兰工人党 (2006年)。